# Réa
Pour les articles homonymes, voir Rea.

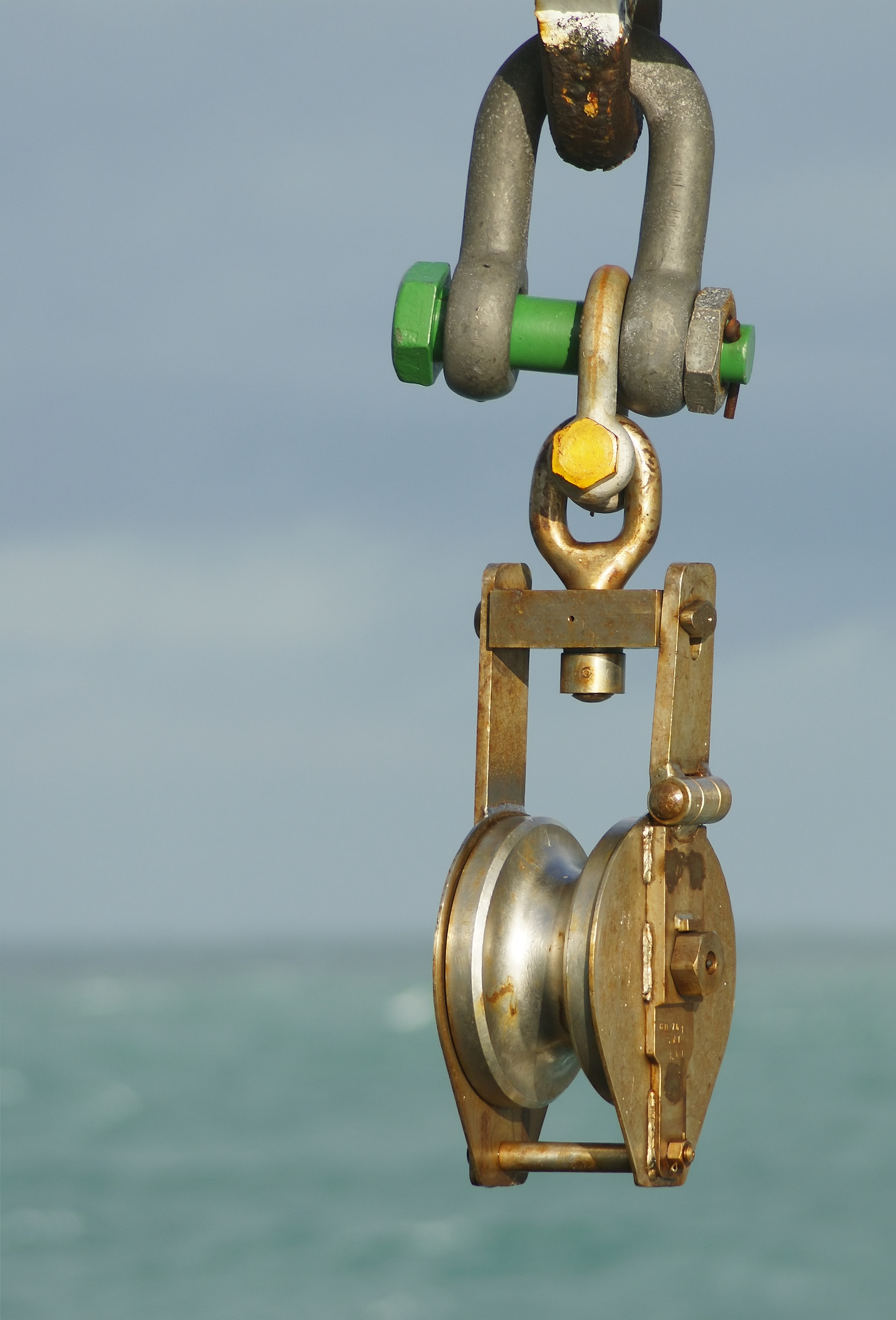
Une poulie avec un réa en métal blanc.

Le réa est la roue à gorge d'une poulie. C'est la partie mobile, qui tourne autour d'un axe solidaire de la poulie, et autour de laquelle vient tourner le filin.
Il peut y avoir des réas sans poulie. 
Exemple dans la marine à voile : en tête de mât, pour faire passer les drisses.
Il peut également y avoir des poulies contenant plusieurs réas, en particulier dans la recherche de démultiplication des efforts avec les palans.
Dans la marine, on appelle mortaise le vide d'un moufle contenant le réa.